# 述異記 (祖冲之)
『述異記』（じゅついき）は、中国の南朝斉の祖沖之が撰したとされる志怪小説集。10巻あったとされるが原本は散佚している。

## 概要
『述異記』10巻の撰者は、『隋書』「経籍志」や『旧唐書』「経籍志」および『新唐書』「芸文志」では 祖沖之としている。宋代以降は祖沖之撰『述異記』の記載が見られなくなり、任昉撰『述異記』2巻が登場するが、前野直彬によれば、任昉の作は主として山川・動植物の奇異についての記録で地理書的な傾向が強く、題名が同じためにしばしば混同されてきた。祖沖之撰『述異記』の原本はすでに散佚しているため、任昉『述異記』二巻との関係は分からない。
20世紀になると魯迅が『中国小説史略』（1925年）で任昉『述異記』偽書説を提唱し、『古小説鈎沈』に祖沖之作のみを93篇集めているが、前野は魯迅の判定にまず誤りはないと認めている。
魯迅の研究書は未完であるが、魯迅の原稿を作者の意図に沿って校訂する研究は中国、日本で行われている。

## 日本語訳
- 前野直彬 訳 『六朝・唐・宋小説選』 （中国古典文学大系24）、平凡社、1968年 ISBN 978-4-582-31224-9 。祖沖之『述異記』から14篇を翻訳。底本は魯迅『古小説鈎沈』。
- 前野直彬 編訳『幽明録・遊仙窟』 （東洋文庫43、1965年） ISBN 9784582800432 。中国古典文学大系24と基本的に同じ。
- 竹田晃・黒田真美子[10]編、佐野誠子[11]訳著『中国古典小説選2 六朝Ⅰ』（明治書院、2006年） ISBN 978-4625663437 、祖沖之『述異記』から11編の詳細な原文・読み下し入りの訳。任昉撰『述異記』の8篇も収録している。

## 注・出典
1. ↑   魏徵 (中国語), 隋書/卷33, ウィキソースより閲覧。 志第28 經籍二『述異記 十卷 祖沖之撰』
2. ↑   劉昫 (中国語), 舊唐書/卷46, ウィキソースより閲覧。 志第二十六 經籍上『述異記 十卷 祖沖之撰』
3. ↑   歐陽脩、宋祁 (中国語), 新唐書/卷059, ウィキソースより閲覧。 志第四十九藝文三『祖沖之 述異記 十卷』
4. ↑  平凡社 中国古典文学大系 第24巻『六朝・唐・宋小説選』 解説 p.469 。ISBN 978-4582312249
5. ↑  先秦から隋に至るまでのすでに散佚した小説三十六種、歴代の書志に見られる伝統的な概念での小説を、古籍の中から丹念に拾い集めて六朝以前の古小説の佚文を捜輯したもの。魯迅没後の1938年に刊行された。 魯迅 (中国語), 古小說鉤沈, ウィキソースより閲覧。
6. ↑  『全集』に未完の遺稿が第八巻に「祖沖之述異記 原輯九〇條 新附三條 凡九三條」として収録。この稿本は未公開となっている。
7. ↑  魯迅, 中島長文, 伊藤令子「祖沖之述異記』は p.270-311 。原文を含む」『魯迅『古小説鈎沈』校本』京都大学文学研究科中国語学中国文学研究室、2017年8月。 NCID BB24450534。
8. ↑  中国古典文学大系 第24巻 p.467
9. ↑  古小説鈎沈.校本, p. 4.
10. ↑  くろだまみこ、1957年大阪生まれ。法政大学 文学部日本文学科 教授。
11. ↑  さのせいこ、名古屋大学 人文学研究科 准教授（2017年）。